# Zadrna

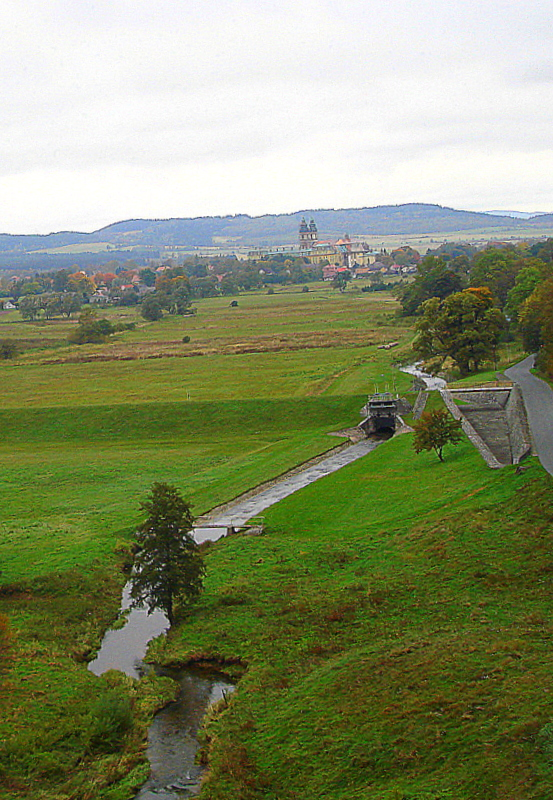
Krzeszówek, Zadrna

Die Zadrna (deutsch Zieder) ist ein Fluss in der Woiwodschaft Niederschlesien in Polen. Er ist ein rechter Nebenfluss des Bober und hat eine Länge von 16 Kilometern. 
Die Zadrna ist der Hauptfluss des nach ihr benannten Ziedertals, das auch als Grüssauer Becken bezeichnet wird. Sie entspringt auf einer Höhe von 600 m n.p.m. in den östlichen Hängen des Rabengebirges zwischen Berthelsdorf und Schömberg. In ihrem Oberlauf fließt sie in nordöstlicher Richtung durch Chełmsko Śląskie, anschließend Richtung Norden entlang der Landstraße Chełmsko Śląskie – Landeshut. Auf ihrem Weg liegen die Ortschaften Olszyny (Erlendorf), Jawiszów (Kleinhennersdorf), Neuen, Grüssau und Czadrów (Oberzieder), die alle zur Landgemeinde Kamienna Góra gehören. In der Stadt Kamienna Góra (Landeshut) mündet die Zadrna in den Bober.
Die Zadrna sammelt das Wasser westlich aus dem Rabengebirge und der Überschaar sowie östlich aus dem Schömberger Gebirge und dem Waldenburger Bergland. In Zeiten mit erhöhten Niederschlägen oder während der Schneeschmelze muss mit Hochwasser gerechnet werden. Mehrmals ist die Zadrna über die Ufer getreten und hat anliegende Orte überschwemmt.
Zu Beginn des 20. Jahrhunderts wurden in den weniger bewässerten Einzugsgebieten des Flusses die Stauseen „Grüssau I“ und „Grüssau II“ angelegt.
Die Fauna im Fluss wird von Forellen, Äschen und Elritzen dominiert.
1971 wurde in Kamienna Góra ein Erholungsgebiet von 7,9 ha um einen See mit 20.000 m³ angelegt.
Im Einzugsgebiet der Zadrna gibt es zwei mechanisch-biologische Klärwerke: eines in Chełmsko Śląskie mit einem Durchsatz von 290 m3/Tag und eines in Krzeszów mit 250 m3/Tag.
Am Ufer der Zadrna verlief die 1899 in Betrieb genommene Ziedertalbahn.

## Wichtige Zuflüsse
- Meta
- Jawiszówka
- Łężec
- Olszanica
- Cedron (Kidron)
- Kochanówka

## Städte und kleinere Orte
- Błażejów
- Chełmsko Śląskie
- Olszyny (Erlendorf)
- Jawiszów (Kleinhennersdorf)
- Krzeszówek
- Krzeszów
- Czadrów (Oberzieder)
- Kamienna Góra